# Moreno De Pauw
Moreno De Pauw (San Nicolás, 12 de agosto de 1991) es un deportista belga que compitió en ciclismo en las modalidades de pista, especialista en las pruebas de puntuación y madison, y ruta.
Ganó una medalla de bronce en el Campeonato Mundial de Ciclismo en Pista de 2017 y una medalla de bronce en el Campeonato Europeo de Ciclismo en Pista de 2016.
Se retiró de la competición a principios de 2020.

## Medallero internacional
| Campeonato Mundial | Campeonato Mundial      | Campeonato Mundial | Campeonato Mundial |
| Año                | Lugar                   | Medalla            | Competición        |
| ------------------ | ----------------------- | ------------------ | ------------------ |
| 2017               | Hong Kong (China)       | Medalla de bronce  | Madison            |
| Campeonato Europeo |                         |                    |                    |
| Año                | Lugar                   | Medalla            | Competición        |
| 2016               | Saint-Quentin (Francia) | Medalla de bronce  | Madison            |

## Palmarés

### Ruta
2013
- 1 etapa del An Post Rás

### Pista
2014-2015
- Campeonato de Bélgica Omnium
- Campeonato de Bélgica Scratch
- Campeonato de Bélgica Kilómetro Contrarreloj
- Seis días de Londres

2015-2016
- 3.º en el Campeonato Europeo en Madison  (con Kenny De Ketele)
- Campeonato de Bélgica en Madison (con Nicky Cocquyt)
- Campeonato de Bélgica Omnium
- Campeonato de Bélgica Scratch
- Campeonato de Bélgica Kilómetro Contrarreloj
- Seis días de Berlín
- Seis días de Londres
- Seis días de Ámsterdam

2016-2017
- 3.º Campeonato del Mundo en Madison  (con Kenny De Ketele)
- Campeonato de Bélgica en Madison (con Kenny De Ketele)
- Campeonato de Bélgica Omnium
- Campeonato de Bélgica Scratch
- Seis días de Gante
- Seis días de Mallorca

2017-2018
- Seis días de Róterdam
- Seis días de Gante
- Copa del Mundo de Milton (Canadá) en Madison (con Kenny De Ketele)
- Campeonato de Bélgica en Madison (con Kenny De Ketele)
- Campeonato de Bélgica Scratch

2018-2019
- Campeonato de Bélgica en Madison (con Robbe Ghys)

2019-2020
- Campeonato de Bélgica en Madison (con Lindsay De Vylder)